# Homosociaal
In de sociologie wordt het begrip homosociaal gebruikt om de omgang met hetzelfde geslacht aan te duiden.

## Individueel
Een persoon (of diens gedrag) wordt homosociaal genoemd indien deze man of vrouw zijn sociale contacten verkiest en zoekt met mensen van hetzelfde geslacht. Bij deze contacten gaat het niet om een seksuele component. Bijvoorbeeld een heteroseksuele man die het gezelschap verkiest van andere mannen, kan beschouwd worden als een homosociale heteroseksueel. Homosocialiteit impliceert noch heteroseksualiteit, noch homoseksualiteit.

## Groepsgebonden
Het woord wordt ook toegepast op groeperingen; zijn dat groepen die typisch zijn samengesteld uit mannen of juist vrouwen, dan spreekt men wel van homosociale arrangementen.

### Vrijwillig
Zo'n homosociaal arrangement kan ontstaan doordat men zich bewust aaneensluit en de andere sekse buitensluit. Dit kan informeel geschieden, maar het kan ook worden geformaliseerd, bijvoorbeeld door toelatingsbeleid van een vereniging. Voorbeelden zijn bepaalde groepen stamgasten van bijvoorbeeld een café of groepen voetbalsupporters. Een ander voorbeeld is de plattelandsvrouwenvereniging.
Kenmerkend is vaak de sfeer van "mannen onder elkaar", waarin vrouwen niet worden opgenomen; of, omgekeerd, de sfeer van "alleen voor dames".

### Gedwongen
Sommige sociale arrangementen zijn uit hun aard homosociaal; te denken valt aan het leger, aan schepen, aan gevangenissen of aan kloosters. Komt een individu in zo'n situatie terecht, dan zal dat niet primair veroorzaakt zijn door een bewuste keuze voor homosocialiteit. Dit soort homosociale arrangementen wordt ook wel homosociale plekken genoemd: niet het individu maar de situatie bepaalt de homosocialiteit.
Uiteraard zijn de genoemde situaties in bepaalde perioden en culturen niet homosociaal: zo werken in het Nederlandse leger tegenwoordig mannen en vrouwen samen.

## Homosocialiteit en homoseksualiteit
Het begrip homosociaal is vooral aan de orde gesteld door de Amsterdamse school binnen de homostudies.
De hypothese is wel opgeworpen dat de persoonlijke homoseksuele identiteit pas ontstond toen de groepsgebonden homosociale arrangementen op de terugtocht raakten: de gelijkgeslachtelijke omgang zou toen allengs geseksualiseerd zijn.
Een veel oudere theorie is die van de noodhomoseksualiteit: op homosociale plekken, met name voor mannen, zouden de groepsgenoten onderling seksuele betrekkingen zijn aangegaan bij gebrek aan personen van de andere sekse. Dit was in Nederland in de 19e eeuw een van de argumenten om de prostitutie toe te laten.

## Heterosociaal
Het tegengestelde van homosociaal is heterosociaal. Ook dit woord duidt niet op seksuele betrekkingen, maar op alledaagse omgang. Een homoseksuele man kan bijvoorbeeld vooral (of regelmatig) in vrouwelijk gezelschap vertoeven. Het betekent niet dat de omgang met geslachtsgenoten wordt gemeden.